# 中山路 (枋山鄉)
中山路（英文：Zhongshan Rd.）是屏東縣枋山鄉中部的南北向主要道路，由北至南行經枋山市區外環、荊桐、成功、五空橋及獅子鄉獅子頭，沿途跨越枋山溪，全線屬台1線屏鵝公路。起端於枋山路口接南和路，前端沿台1線北上經南勢湖、內獅、加祿地區至枋寮鄉。末端於五空橋附近延續台1線屏鵝公路南下跨越獅子頭溪至台9線新楓港外環道路口接舊庄路。為枋山市區往來枋寮鄉及楓港的重要道路。因中山路沿台1線屏鵝公路南下接近台26線往車城鄉、恆春半島、墾丁國家公園及轉台9線南迴公路往臺東縣。所以也是屏東縣南方重要的屏鵝公路路段之一。

## 行經行政區域
- 枋山鄉

## 分段
中山路共分成二段，屬台1線：
- 四段：北起於枋山路口，南於跨越枋山溪接三段。
- 三段：北於跨越枋山溪接四段，南止於五空橋附近繼屏鵝公路南下至新楓港外環道路口接舊庄路。

## 沿線設施
（由北至南）
- 枋山社區
  - 枋山鄉衛生所（枋山路98號）
  - 枋山鄉公所（枋山路82號）
  - 枋山崇德宮（枋山路13號）
  - 屏東縣立加祿國小枋山分校（枋山路6號）
- 山隆加油站中山站
- 枋山車站（獅子鄉內獅村內獅巷84號）
- 屏東縣立枋寮高中正成分校（國中路1號）
- 枋山橋
- 台灣中油亞太加油站
- 屏東縣枋山地區農會
- 屏148線莿桐路
- 莿桐腳鳳安宮（莿桐路168號）
- 萬巒豬腳愛上里港扁食[枋山店]
- 愛文鄉冰島芒果冰枋山店
- 南北餐廳專業美食
- 陳家蜂蜜文化館
- 枋山濱海遊憩區
  - 7-Eleven山海觀門市
  - 枋山鄉農漁特產推廣中心
  - 觀山看海咖啡
- 正統五路財神廟
- 五空橋
- 南北休息站
  - 7-Eleve南北棧門市
  - 芒果乾烘焙工坊
- 唐山牛肉麵
- 獅子頭橋

## 本道路交通
- 國光客運
  - 1773 高雄（捷運鳳山國中站）－屏東－枋寮－恆春
- 屏東客運
  - 8205 屏東－萬丹－東港－枋寮－恆春
  - 8239 屏東－內埔－竹田－潮州－恆春（不經竹田鄉公所）
- 高雄客運、屏東客運、中南客運、國光客運聯營
  - 9117「墾丁列車」（經台17線）
    - 高雄客運、屏東客運、中南客運：高鐵左營站－高雄火車站－高雄國際機場－林園－東港－林邊－枋寮－楓港－恆春－墾丁
    - 國光客運：高雄客運自立站－高雄火車站－高雄國際機場－林園－東港－林邊－枋寮－楓港－恆春－墾丁

  - 9188（經台88線、國道三號）
    - 高鐵左營站－高雄火車站－林邊－枋寮－楓港－墾丁－鵝鑾鼻

  - 9189「墾丁快捷」（經鼎金系統交流道、台88線、國道三號）
    - 高鐵左營站－大鵬灣－枋寮－楓港－恆春－墾丁